# Dimples
Dimples is een film uit 1936 onder regie van William A. Seiter

## Verhaal
New York, de negentiende eeuw. Eustace Appleby is zakkenroller van beroep. Zijn kleindochter, Sylvia 'Dimples' Dolores Appleby, leidt de menigte af zodat haar opa zijn werk makkelijker kan verrichten. Wanneer een vrouw dit door heeft, probeert ze Dimples op het rechte pad te krijgen.

## Rolverdeling
| Acteur         | Personage                        |
| -------------- | -------------------------------- |
| Shirley Temple | Sylvia 'Dimples' Dolores Appleby |
| Frank Morgan   | Professor Eustace Appleby        |
| Robert Kent    | Allen Drew                       |
| Helen Westley  | Caroline Drew                    |
| Astrid Allwyn  | Cleo Marsh                       |
| John Carradine | Richards                         |